# Alfredo Brito
Alfredo Valdés-Brito Gamba, más conocido como Alfredo Brito (1941- ), es un músico y cantante cubano.
Alfredo Brito es  miembro de una familia de artistas de reconocido prestigio en el ámbito musical cubano y mundial, su padre fue Julio Brito  y su tío, que coincide en nombre con él, Alfredo Valdés-Brito Ibáñez. Fundador y director en 1967 del cuarteto vocal "Los Brito" formado junto a su hermano julio y sus parejas.

## Biografía
Alfredo Brito  nació en La Habana, Cuba, el 9 de noviembre de 1941. Es hijo de Antonia Gamba Cabrera y del  compositor Julio Brito, autor de El amor de mi bohío, Mira que eres linda, Cuando te acuerdes de mí, entre otros muchos temas muy conocidos. 
Desde muy temprana edad, siguiendo los pasos de su padre y de su hermano Julio, se interesa en el aprendizaje de las técnicas musicales, aprendiendo con el primero teoría y solfeo y con el segundo a tocar la batería.
Sus primeros pasos profesionales los da a los 16 años como baterista del grupo de Eddy Gaytán en el club/restaurante La Rue 19, elegante lugar que estaba situado en la calle 19 del barrio El Vedado en La Habana.
De allí pasa a formar parte de la orquesta que acompañaba el espectáculo musical del hotel Sevilla dirigida por el maestro Pomares.
Posteriormente se incorpora a la orquesta de su padre como percusionista en el Club Parisién del Hotel Nacional.
Más adelante el acordeonista chileno Larry Godoy le propone entrar en su grupo para actuar en el salón Doble o Nada del Hotel Riviera, y le contrata como cantante además de baterista, lo cual le interesaba desde hacía tiempo, por lo que decide aceptar la oferta y pasa a formar parte de la nueva agrupación. 
Terminado el contrato en el hotel  Riviera, vuelve al Club Parisién del hotel Nacional, esta vez con la orquesta de Yoyo Casteleiro, sustituyendo a Walfredo de los Reyes en la batería y cantando junto a Kiko Rodríguez. 
Mientras actúa en este lugar, cursa estudios de armonía y contrapunto con el profesor Enrique Belver, piano con la destacada concertista Rosario Franco y canto con la soprano Margarita Horruitiner. Comienza a hacer sus primeras orquestaciones, que son interpretadas por la misma orquesta del hotel y también a escribir canciones. Es entonces cuando la cantante Leonora Rego graba su tema Desde la eternidad de un beso en discos en la discográfica EGREM. 
En ese mismo tiempo, surge en él la idea de formar un cuarteto vocal, para lo cual cuenta en primer lugar con su hermano Julio que inmediatamente se suma a la misma y ambos se dan a la tarea de buscar a los otros dos integrantes. Empiezan a dar forma al repertorio y Alfredo va creando las partes vocales e instrumentales para cuando aparezcan las dos voces restantes. El primero en formar parte del futuro grupo es Pedro Sánchez, "El Nene" como le llaman sus amigos, más adelante se incorpora Mercy Díaz Suárez -con quien contraerá matrimonio en 1968- quedando de este modo formado el cuarteto.
En 1967 debutan "Los Brito", pero repentina e inesperadamente Pedro Sánchez, fallece un año después del debut del grupo, siendo sustituido por Abelardo Cordero.
La primera actuación del cuarteto fue el 8 de agosto de ese mismo año en Música y Estrellas, el programa musical más popular de la televisión cubana en ese momento, dirigido por Manolo Rifat y presentado por Eva Rodríguez. Esa noche interpretaron un tema de Alfredo titulado Matías Pérez que tuvo un éxito inmediato. 
Desde su inicio y durante sus 15 años de existencia, el Cuarteto Los Brito contó siempre con el favor del público y se situó en los primeros lugares de las listas de éxitos, actuando en los mejores programas de la radio y la televisión.
El repertorio de Los Brito estaba compuesto casi en su totalidad por temas de Alfredo y de su hermano Julio, y algunos se debieron a la autoría de ambos, como por ejemplo, El Banquito, o  El 4-5-6. 
En  1970, el gobierno cubano realizó una encuesta con el fin de seleccionar a los artistas que representarían a Cuba en el Festival Internacional de Varadero, siendo Los Brito elegidos para el mismo por votación popular.
Al disolverse el cuarteto debido a la ausencia de Julio y Abelardo, Alfredo y Mercy crearon el dúo del mismo nombre, haciendo populares temas de Brito como Mariela, Un hasta luego, Tiernamente, Para siempre, y otros.
En su calidad de director musical de ambas agrupaciones, se deben a Alfredo Brito todos los arreglos vocales y orquestales de las mismas.
Conocidos artistas, como Celia Cruz, Garibaldi, Maggie Carlés, y Luis Nodal, Salsa Kids, Ojedita, Sylvia Pantoja, Voces Latinas, Azuquita o Los Tres Sudamericanos, entre otros, han grabado temas y orquestaciones suyas.

## Discografía
- Si te nace una flor, Cuarteto Los Brito (Discos EGREM)
- Que suenen las palmas, Celia Cruz, (Emi-Odeon)
- Esta noche te voy a amar, Garibaldi (Emi-Odeon)
- Si pudiera, Garibaldi (Emi-Odeon)
- Baila Apretao, Garibaldi, (Emi-Odeon)
- Poco a poco mi compay, Cuarteto Los Brito (Discos EGREM)
- Tiene peligro, Salsa Kids (PolyGram)
- El tiempo feliz, Cuarteto Los Brito (Discos EGREM)
- Dale Miguel, Azuquita (PolyGram)
- Dime que sientes cuando hablas de mí, Cuarteto Los Brito (Discos EGREM)
- Ni mucho ni poco, Los 3 Sudamericanos (Divucsa)
- Tema para una noche de bodas, Cuarteto Los Brito (Discos EGREM)
- Pa'lante, Sylvia Pantoja (Bat Discos)
- Cuando llegó a mi casa, Cuarteto Los Brito (Discos EGREM)
- Volaré la oficina, Caña, (Emi-Odeon)
- Quiéreme un poquito, Cuarteto Los Brito (Discos EGREM)
- Fuimos, Maggie Carlés (Rodven Records)
- Un viaje sin retorno ni partida, Cuarteto Los Brito (Discos EGREM)
- Yo quiero volver, Maggie Carlés (Forever Music Inc.)
- Ellos, Cuarteto Los Brito (Discos EGREM)
- Echa pa'lante, Caña (Emi-Odeon)
- Vas a acordarte de mi, Cuarteto Los Brito (Discos EGREM)
- Desde la eternidad de un beso, Leonora Rega (Discos EGREM)
- Canción para la que tanto amé, Cuarteto Los Brito (Discos EGREM)
- Amalia Valiente, Caña, (Emi-Odeon)
- El 4 5 6, Cuarteto Los Brito (Discos EGREM)
- Cintas de colores, Café Moreno, (Rodven Discos)
- El tiempo feliz, Cuarteto Los Brito (Discos EGREM)
- Con un sueño entre las manos, Cuarteto Los Brito (Discos EGREM)
- Así quiéreme, Cuarteto Los Brito (Discos EGREM)

## Música para cine y Televisión
- Como un relámpago (Fondos-Película. Goya al mejor actor para Santiago Ramos)
- David el Gnomo (Lisa)
- La llamada de los Gnomos (Amigo Klaus)
- Inquilinos (Toda la música para la serie de Canal Nou, Canal 9)